# 건축법
건축법(建設法) 또는 건설법(建設法)은 건축물 건설, 공학 및 관련 분야에 관한 사항을 다루는 법의 분과이다. 계약법, 계약, 도시 계획, 고용법, 불법행위의 측면에서 중요하다. 건축법은 금융 기관, 측량사, 건축가, 대목장, 공학자, 건축노동자, 계획자들을 포함한 건축 산업의 수많은 참가자들에게 영향을 미친다. 대한민국학계에서는 서울대학교 법학연구소에 설치된 건설법센터에 의해 주로 연구되고 있다.